# Hossein Askari
Hossein Askari (* 23. März 1975 in Chomein) ist ein ehemaliger iranischer Radrennfahrer.

## Sportliche Laufbahn
Hossein Askari gehört zu den erfolgreichsten iranischen Radsportlern seit Mitte der 2000er Jahre. Mehrfach gewann er Etappenrennen im asiatischen Raum, so 2005 die Tour d’Indonesia, 2007 und 2008 die Azerbaïjan Tour, 2010 die Presidential Cycling Tour of Turkey und 2012 die Tour de Brunei. 2007 und 2008 gewann er die UCI Asia Tour und wurde dreimal iranischer Meister im Einzelzeitfahren (Stand März 2014). Zudem gewann er bis 2015 sieben Medaillen bei Asiatischen Radsportmeisterschaften im Einzel- wie im Mannschaftszeitfahren.
Dreimal – 2000, 2004 und 2008 – startete Askari bei Olympischen Spielen, im Straßenrennen und in der Einerverfolgung auf der Bahn. Seine beste olympische Platzierung war 2004 ein 15. Platz in der Verfolgung.
2013 wurde Askari bei der Tour de Singkarak positiv auf Methylhexanamin getestet und bis Juni 2014 für ein Jahr gesperrt. 2015 wurde er zweifacher Asienmeister im Straßenrennen und im Einzelzeitfahren. Im Mai desselben Jahres beendete er seine Radsportlaufbahn.

## Erfolge
2001
- Asienmeisterschaft – Einzelzeitfahren

2005
- Gesamtwertung Kerman Tour
- eine Etappe Azerbaïjan Tour
- Tour d’Indonesia und eine Etappe

2006
- zwei Etappen Kerman Tour
- eine Etappe Azerbaïjan Tour
- zwei Etappen Tour of Milad du Nour
- Asienspiele – Mannschaftszeitfahren (mit Alireza Haghi, Ghader Mizbani und Abbas Saeidi Tanha)

2007
- eine Etappe Jelajah Malaysia
- eine Etappe Kerman Tour
- Azerbaïjan Tour und eine Etappe
- Iranischer Meister – Zeitfahren
- Gesamtwertung UCI Asia Tour

2008
- eine Etappe Jelajah Malaysia
- UAQ International Race
- Azerbaïjan Tour und eine Etappe
- Iranischer Meister – Zeitfahren
- Gesamtwertung UCI Asia Tour

2009
- eine Etappe Presidential Cycling Tour of Iran
- eine Etappe Tour d’Indonesia (Mannschaftszeitfahren)

2010
- Asienmeister – Einzelzeitfahren
- International Presidency Tour und eine Etappe
- Mannschaftszeitfahren Tour de Singkarak
- Iranischer Meister – Einzelzeitfahren
- Gesamtwertung Tour of Qinghai Lake
- Asienspiele 2010 – Einzelzeitfahren

2011
- Asienmeister – Einzelzeitfahren
- Mannschaftszeitfahren Azerbaïjan Tour
- Iranischer Meister – Einzelzeitfahren

2012
- Asienmeister – Einzelzeitfahren
- Tour de Brunei und eine Etappe

2013
- eine Etappe Tour de Singkarak
- Asienspiele – Einzelzeitfahren

2015
- Asienmeister – Straßenrennen
- Asienmeister – Einzelzeitfahren
- Iranischer Meister – Einzelzeitfahren
- eine Etappe Tour of Iran
- eine Etappe Tour de Singkarak

## Teams
- 2005 Giant Asia Racing Team
- 2006 Giant Asia Racing Team
- 2007 Giant Asia Racing Team
- 2008 Tabriz Petrochemical Team
- 2009 Petrochemical Tabriz Cycling Team
- 2010 Tabriz Petrochemical Cycling Team
- 2011 Tabriz Petrochemical Team
- 2012 Tabriz Petrochemical Team
- 2013 Tabriz Petrochemical Team
- 2014 Ayandeh Continental Team (17. Juni bis 30. Sept.)
- 2014 Pishgaman Yazd (ab 1. Oktober)
- 2015 Pishgaman Giant Team
- 2016 Pishgaman Giant Team (bis 25. Mai)